# Calytrix verticillata
Calytrix verticillata är en myrtenväxtart som beskrevs av Lyndley Alan Craven. Calytrix verticillata ingår i släktet Calytrix och familjen myrtenväxter. Inga underarter finns listade i Catalogue of Life.